# ۵۴۷ (پیش از میلاد)
۵۴۷ (پیش از میلاد) ۵۴۷مین سال قبل از تقویم میلادی است.